# Pál Turán
Pál Turán (hongarès: Turán Pál)  (Budapest, 18 d'agost de 1910 - Budapest, 26 de setembre de 1976), també conegut com a Paul Turan, va ser un matemàtic hongarès.

## Vida i Obra

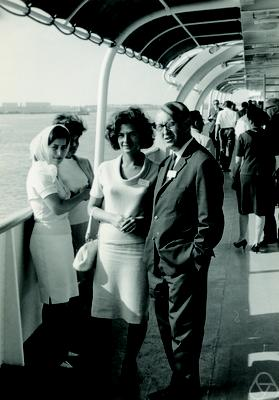
Turán, amb la seva esposa, la matemàtica Vera T. Sós, a Moscou el 1966

Turán, nascut en una família jueva, va ser escolaritzat a Budapest i va ingressar a la universitat de Budapest, un va rebre el diploma de professor de matemàtiques el 1933, i va continuar treballant pel doctorat, que va obtenir el 1935 sota la direcció de Lipót Fejér. L'antisemitisme imperant a l'època va impedir que trobés feina i va fer de professor particular fins que el 1938 va aconseguir una plaça docent a l'Escola Rabínica de Budapest. La Segona Guerra Mundial i l'alineament d'Hongria amb els nazis, encara va empitjorar la seva vida: el 1940 va ser enviat a un camp de treball forçat, del qual va estar entrant i sortint durant tota la guerra.
Acabada la guerra i després d'estar una any a Dinamarca i un semestre a l'Institut d'Estudis Avançats de Princeton, va ser nomenat professor ajudant de la universitat de Budapest i el 1949 va passar a ser professor titular i catedràtic d'àlgebra i teoria de nombres fins al 1975. El 1952 es va casar amb la matemàtica Vera T. Sós, amb qui va tenir dos fills, György i Tamás.
Turán va publicar uns dos-cents cinquanta articles i monografies, dels quals un centenar son en teoria de nombres, el camp de treball que més apreciava. També va fer altres aportacions importants en teoria de grafs, en anàlisi matemàtica i en altres àrees de les matemàtiques. També va ser l'editor de les obres dels matemàtic hongaresos Lipót Fejér i Alfréd Rényi.

### Teoria de Nombres
Gran part de la seva obra en aquest camp està relacionada amb la hipòtesi de Riemann i la distribució dels nombres primers: per facilitar aquest estudi va desenvolupar el mètode de la suma de potències. El 1934 va inventar el sedàs de Turàn per demostrar l'ordre normal dels divisors primers d'un nombre.

### Teoria de Grafs
Un dels resultats més coneguts de Turán en aquest camp va ser el problema de la fàbrica de maons que se li va acudir mentre feia treball forçat a una fàbrica de maons a prop de Budapest. A la fàbrica hi havia diversos forns i patis d'emmagatzematge. De cada forn sortien uns rails en direcció a cadascun dels patis. La seva feina consistia en carregar una vagoneta amb els maons fets al forn i empènyer-la fins al pati en que toqués descarregar-la. La feina era simple, però tenia un problema: quan la vagoneta passava per un encreuament de rails trontollava i els maons queien a terra amb la conseqüent trencadissa i pèrdua de temps. Turán es va posar a pensar com es podia dissenyar un sistema que minimitzés els creuaments en un sistema amb {\displaystyle m} forns i {\displaystyle n} patis. El problema, aparentment senzill, no ho és gens. En els anys 1950's, el matemàtic polonès Kazimierz Zarankiewicz va proposar una fórmula que es va demostrar incompleta, però encara no ha pogut demostrar ningú si es por dissenyar un graf bipartit complet amb menys creuaments que els de la seva fórmula.

### Anàlisi
La majoria dels seus treballs en aquest camp son subsidiaris dels seus treballs en teoria de nombres, específicament en teoria de l'aproximació i de la interpolació. Destaquen els seus treballs sobre inequacions relatives als polinomis de Legendre.